# Sępólno Krajeńskie
Sępólno Krajeńskie là một thị trấn thuộc huyện Sępoleński, tỉnh Kujawsko-Pomorskie ở trung-bắc Ba Lan. Thị trấn có diện tích 6 km². Đến ngày 1 tháng 1 năm 2011, dân số của thị trấn là 9102 người và mật độ 1564 người/km².